# Задарски университет
Задарският университет (на хърватски: Sveučilište u Zadru) е държавен университет в Задар, Хърватия. Първият университет е основан през 1396 г., съвременният – през 2003 г.

## История
Според историческите извори през 1396 г. доминиканците в Задар основават висше богословско-философско училище. През 1553 г. училището започва да се нарича Universitas Jadertina и дори получава правото да присъжда научни степени. През 1806–1807 г., при Наполеон, висшето училище деградира в лицей. През 1955 г. в града е основан философски факултет – първата хърватска университетска институция на най-новото време извън пределите на Загреб. На 4 юли 2002 г. хърватският парламент приема постановление за учредяването на университет. На 25 март 2003 г. се провежда първото заседание на университетския съвет, на което е приет уставът на университета.
- Коридор в старата сграда на Задарския университет